# 凤凰洲际快车
凤凰洲際快车是香港鳳凰衛視制作的新闻资讯节目。现时在香港时间每天深夜0:00于鳳凰衛視中文台、資訊台播出。本节目在主播室制作。节目开场口号是「欢迎搭乘《凤凰洲际快车》，我是XX（主持人）」。
前身为2002年1月1日-2006年12月31日起在鳳凰衛視資訊台开播的凤凰子夜播报，2003年1月1日-2006年12月31日以重播形式播出，2004年1月1日-2006年12月31日，資訊台开播由原凤凰午间特快和凤凰子夜播报改版而来的新闻12点，但中文台仍以凤凰子夜快车的名义播出。2007年后恢复原凤凰子夜特快的名称，开始和中文台并机播出。
周日和周一0点为《周末子夜播報》节目（英语：Weekend Midnight Express），仅于资讯台播出。
2022年为配合凤凰卫视改版，《周末子夜播報》停播，《凤凰子夜快车》变更为日播。
2024年1月2日，配合鳳凰衛視歐洲台改版，《凤凰子夜快车》正式更名为《凤凰洲际快车》。
2024年6月24日起，配合粵語新聞節目《午間快綫》恢復播映，香港台僅安排於重大事件發生時同步播映該節目並附上繁體中文字幕。

## 播出时间

### 凤凰子夜快车
鳳凰衛視中文台、資訊台：香港时间周二至周六深夜00:00。播出时长为30分钟（含广告）。
2017年9月12日起，因《时事辩论会》暂停播出，原时段（周二至周六00:30-01:00）节目以该节目的重播版代替。
2022年1月1日公曆新年香港时间午夜0点0分0秒播放时段改為每天00:00-01:00。播出时长为60分钟（含广告）；農曆新年期間播出時長減少至30分鐘（00:00-00:30），00:30-01:00改為重播。

## 凤凰洲际快车 播出内容
节目播出的内容包括两岸三地，以及国际社会的大小新闻、最新动态和局势发展。

### 节目环节
- 洲际快讯
- 华夏要闻
- 欧美视点
- 财经聚焦
- 夜话人间
- 娱乐快递

《鳳凰洲际快車》節目完結時會打出與《鳳凰早班車》、《鳳凰午間專列》及《時事直通車》相同的完整字幕。

## 主播

### 常驻主播
- 李科夫
- 姜聲揚
- 任韧

注：常驻主播均为《时事直通车》男主播；該主播同時負責01:00的凤凰正点播报

### 代班主播
- 楊舒
- 陈淑婉
- 王峰
- 饶祥以